# Włodzimierz Zawadzki
Włodzimierz Jan Zawadzki (* 28. září 1967 Polany, Polsko) je bývalý polský zápasník, reprezentant v zápase řecko-římském. V roce 1996 na olympijských hrách v Atlantě v kategorii do 62 kg vybojoval zlatou medaili a v roce 1992 na hrách v Barceloně ve stejné kategorii čtvrté místo. V roce 2000 na hrách v Sydney v kategorii do 63 kg obsadil devatenácté a v roce 2004 na hrách v Athénách v kategorii do 60 kg šestnácté místo.
V roce 1995 a 2002 vybojoval stříbro a v roce 1994 bronz na mistrovství světa. V roce 1993 a 2003 obsadil šesté, v roce 1998 sedmé, v roce 1991 osmé, v roce 1999 deváté a v roce 2001 třiadvacáté. V roce 1991, 1995, 1999 vyhrál a v roce 2001 vybojoval bronz na mistrovství Evropy. V roce 1996 obsadil čtvrté a v roce 2002 jedenácté místo.